# Пула

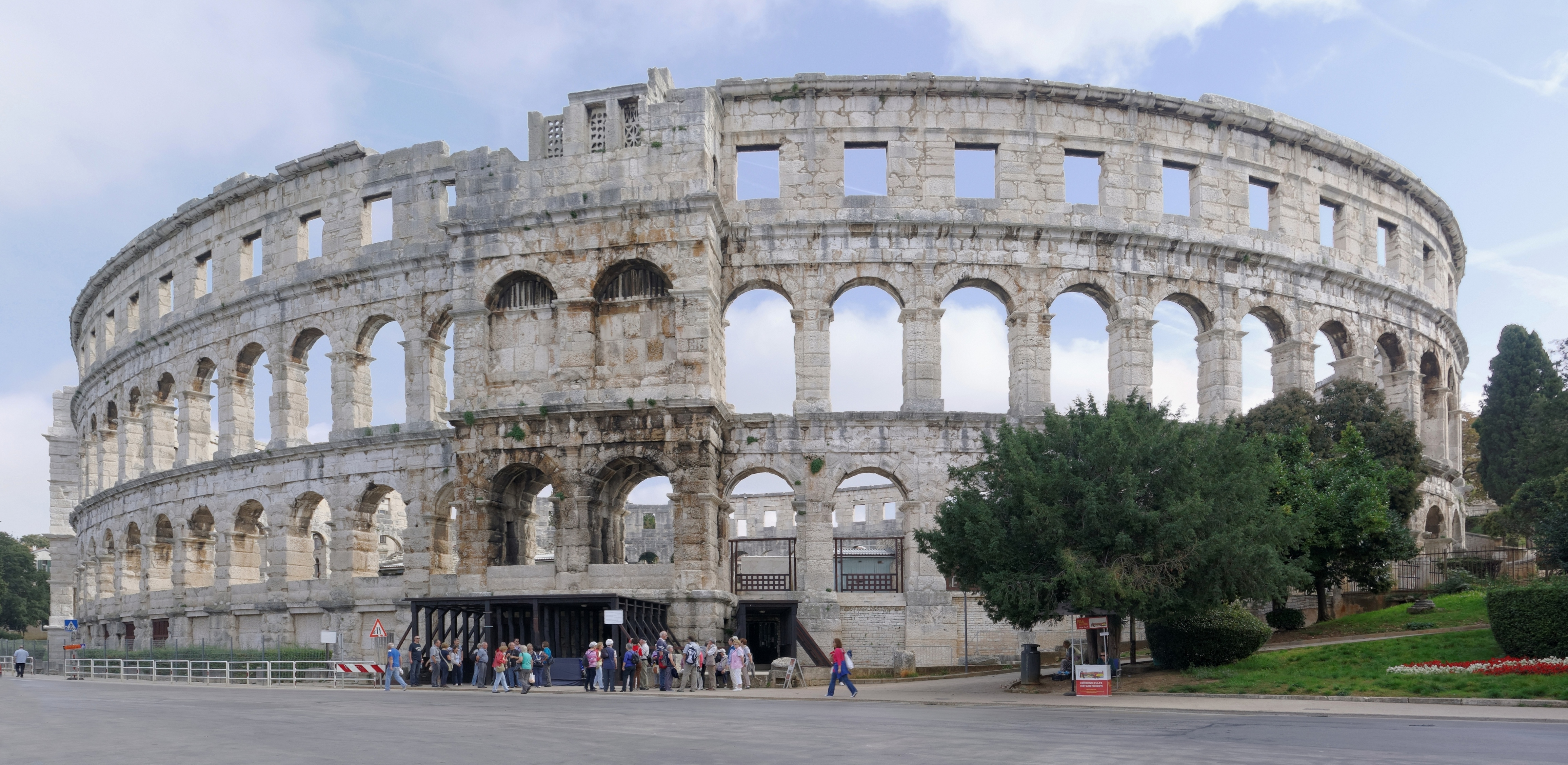
Римський амфітеатр у Пулі

Пула (хорв. Pula, італ. Pola) — місто і порт на північно-східному узбережжі Адріатичного моря, найбільше місто в південній частині півострова Істрія, регіону Хорватії. Місто має офіційний двомовний (хорватська-італійська) статус з населенням більш ніж 50 000 мешканців. З XIX сторіччя до кінця Першої світової війни в Пулі була розташована штаб-квартира Австро-угорського військово-морського флоту. Регіон міста має дуже розвинену індустрію туризму завдяки м'якому клімату, мальовничому узбережжю моря і незіпсованій природі. Місто має тривалу традицію виноробства, рибальства, суднобудування, і туризму. З часів Стародавнього Риму Пула також була адміністративним центром римської провінції Істрія.

## Населення
Населення міста за даними перепису 2011 року становило 57 460 осіб, 17 з яких назвали рідною українську мову. За даними 2021 року зареєстровано 52 220 мешканців.
Динаміка чисельності населення міста:

## Географія та клімат

### Географія
Пула лежить на 44-й паралелі північної широти, на середній висоті близько 30 м. Місто розвинене на семи пагорбах.

### Клімат
У Пулі переважає помірно вологий субтропічний клімат, м'яка зима та тепле літо із середньорічною температурою повітря 13,7 °C (з середньої 5,5 °C у лютому до 22,7 °С у липні та серпні) і коливанням температури моря від 7 до 26 °С.
| Клімат міста                         | Клімат міста | Клімат міста | Клімат міста | Клімат міста | Клімат міста | Клімат міста | Клімат міста | Клімат міста | Клімат міста | Клімат міста | Клімат міста | Клімат міста | Клімат міста |
| Показник                             | Січ.         | Лют.         | Бер.         | Квіт.        | Трав.        | Черв.        | Лип.         | Серп.        | Вер.         | Жовт.        | Лист.        | Груд.        | Рік          |
| Середній максимум, °C                | 9,5          | 10,6         | 13,3         | 15,7         | 20,8         | 25           | 27,5         | 27,4         | 24,1         | 19           | 13,8         | 10,7         | 18,1         |
| Середня температура, °C              | 5,6          | 5,5          | 8,3          | 11,7         | 15,9         | 19,9         | 22,7         | 22,7         | 19,4         | 15,1         | 10           | 7,2          | 13,7         |
| Середній мінімум, °C                 | 0,8          | 1,5          | 3,3          | 5,5          | 10           | 14,3         | 16,5         | 16,2         | 13,6         | 9,5          | 4,6          | 1,8          | 8,1          |
| Норма опадів, мм                     | 78           | 64           | 65           | 70           | 56           | 53           | 48           | 75           | 85           | 80           | 112          | 85           | 871          |
| Середньомісячна швидкість вітру, м/с | 2.70         | 2.90         | 3.00         | 2.90         | 2.60         | 2.50         | 2.50         | 2.50         | 2.60         | 2.80         | 3.00         | 2.90         |              |
| ------------------------------------ | ------------ | ------------ | ------------ | ------------ | ------------ | ------------ | ------------ | ------------ | ------------ | ------------ | ------------ | ------------ | ------------ |
| Джерело: Worldclimate.com            |              |              |              |              |              |              |              |              |              |              |              |              |              |

## Відомі люди
- Крисп (305—326) — Римський імператор з титулом цезаря у 317—326 роках
- Вільгельм Габсбург (Василь Вишиваний) (1895—1948) — український військовий діяч, політик, дипломат, поет, австрійський архікнязь (ерцгерцог), полковник Легіону Українських Січових Стрільців
- Аліда Валлі (1921—2006) — одна з найяскравіших «зірок» повоєнного італійського кінематографа
- Лаура Антонеллі (1941—2015) — італійська кіноакторка
- Ядранка Джокич (* 1981) — хорватська акторка.